# Растяжение связок
Растяже́ние свя́зок — распространённый вид травмы. Растяжение обычно возникает при резких движениях в суставе, превышающих его нормальную амплитуду. Чаще всего растяжению подвергаются связки голеностопного и коленного суставов.
Растяжение связок на самом деле всегда представляет собой их разрыв, либо на микроскопическом уровне — при небольшом растяжении, либо на уровне отдельных коллагеновых волокон — при средней степени травмы, либо — при сильной травме — разрыв всей связки. Тем не менее связки имеют высокую регенеративную способность, в большинстве случаев позволяющую им срастаться самостоятельно даже после полного разрыва.  
Растяжением связок также часто называют растяжение сухожилий, хотя это не одно и то же: связки — это эластичные соединения между костями, а сухожилия — это соединения между мышцей и костью.

## Симптомы
При растяжении связок характерны следующие признаки:
- боль при движении в суставе, значительно усиливающаяся при попытке повернуть сустав в ту сторону, в которую он был растянут при травме;
- боль при надавливании на область растянутых связок и места их прикрепления к костям;
- при растяжении связок ноги — боль при наступании на ногу, иногда (редко) до полной невозможности на неё наступать;
- возникновение и постепенное нарастание отёка сустава, иногда достигающего больших размеров и придающего суставу «слоновый» вид;
- в ряде случаев — гематома (синяк), покраснение и повышение температуры кожи в районе травмы; часто гематома появляется на второй день и чуть ниже места травмы;
- при травме средней силы возникает значительное ограничение подвижности сустава; при полном разрыве связки — наоборот, сустав становится излишне подвижным и нестабильным, что становится особенно заметным после спадания отёка;
- при средней и сильной травме иногда можно услышать хлопок — признак порвавшегося в связке волокна.

## Отличия симптомов растяжения и перелома
Переломы от воздействия непрямой (не ударной) силы почти всегда сопровождаются растяжением связок. Фактически перелом возникает тогда, когда уже растянутая до предела связка не разрывается сама до конца, а вместо этого отламывает кость, к которой она прикреплена. Поэтому при таких переломах почти всегда наблюдаются симптомы растяжения той или иной степени выраженности. И поэтому отличить растяжение от перелома с растяжением без рентгенографии бывает непросто.
Тем не менее существуют признаки перелома, обычно не наблюдающиеся при растяжениях:
- боль при надавливании на кость близко к месту растяжения (исключая места крепления самих растянутых связок к костям — они болезненны в любом случае);
- значительная ноющая боль в состоянии покоя, часто мешающая спокойно спать;
- нарушения чувствительности на некоторых участках кожи ниже травмы;
- невозможность пошевелить пальцами травмированной конечности;
- хруст при получении травмы (в отличие от хлопка при растяжении);
- деформация (неестественное изменение формы) конечности при переломе с большим смещением (но может также свидетельствовать о вывихе).

## Лечение
Классическое лечение растяжения состоит из следующих мер:
- максимально возможный покой для конечности на 1–2 дня; при очень сильном растяжении — нежёсткая иммобилизация сустава на несколько дней; при полном разрыве связок — жёсткая иммобилизация при помощи гипса или иммобилизующего ортеза на несколько недель;
- прикладывание льда через полотенце к растянутым связкам в первые 2–3 суток, но не больше чем на 20 минут каждые 3–4 часа;
- компрессия при помощи эластичного бинта, но перевязывая не слишком туго, чтобы конечность не немела и не приобретала ненормальный (бледный, синюшный) цвет;
- поднятие конечности: лёжа — класть конечность на отдельную подушку; сидя, при растяжении ноги, — класть ногу на отдельный стул;
- при необходимости принятие безрецептурных обезболивающих (аспирин, парацетамол и так далее);
- после начала спадания отёка нужно заниматься разрабатывающими и укрепляющими упражнениями; важно быстрее вернуть суставу полную амплитуду движения, иначе в связках образуется слишком короткая и неэластичная новая ткань, в результате чего сустав ещё долго останется тугоподвижным и увеличится вероятность повторных растяжений; однако не следует делать те упражнения, которые вызывают сильную боль — для них нужно подождать, пока боль достаточно спадёт.

Меры, предпринимаемые в первые дни (лёд, возвышенное положение, компрессия), призваны быстрее уменьшить отёк и снять боль. Дальнейшие упражнения призваны укрепить и разработать сустав, чтобы избежать тугоподвижности и предотвратить повторные растяжения, которые становятся более вероятны при неправильной реабилитации. Вредно как форсировать нагрузки на сустав, так и затягивать с нагрузкой, второе может оказаться даже более вредным.
Некоторые эксперты спортивной медицины выступают против компрессии, так как она затрудняет кровообращение, и за более раннее начало упражнений, а также советуют заменить лёд контрастными ванночками.
Если после полного разрыва связок образуется нестабильность сустава, которая не поддаётся консервативному лечению в течение длительного времени, то может быть сделана операция для восстановления связок. Операция заключается в наложении на связку швов или в укреплении связки при помощи другой связки.